# Miuccia Prada

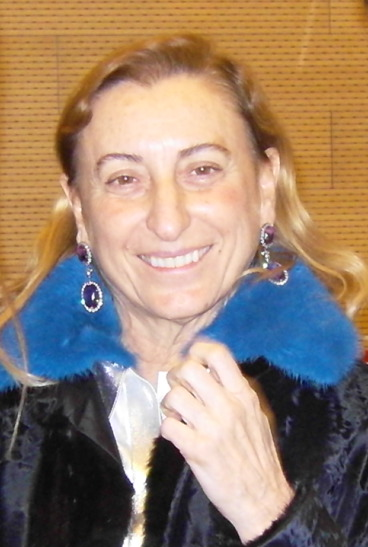
Miuccia Prada (2011)

Miuccia Prada (* 10. Mai 1949 in Mailand als Maria Bianchi) ist Mitinhaberin des Modeunternehmens Prada und einer deren kreativen Köpfe. 

## Leben
Miuccia Prada studierte Politikwissenschaft an der Universität Mailand und schloss mit einer Promotion ab. Außerdem absolvierte sie eine fünfjährige Schauspiel- und Pantomimenausbildung bei Giorgio Strehler am Mailänder Piccolo Teatro. Während der 1970er Jahre war sie Mitglied der Kommunistischen Partei Italiens und in der Frauenrechtsbewegung in Mailand engagiert.  
Als 28-Jährige übernahm Prada das Familiengeschäft zur Herstellung von Luxuslederwaren in Mailand. Das Unternehmen war 1913 von ihrem Großvater gegründet und dann von ihrer Mutter, Luisia, weitergeführt worden. Der Firmengründer Mario Prada und seine Frau Fernanda hatten zwei Töchter. Eine davon, Luisia, heiratete in den 1940er Jahren Luigi 'Gino' Bianchi, mit dem sie drei Kinder hatte: Alberto, Marina und Maria (Miuccia). Miuccia Bianchi nahm in den 1980er Jahren den Nachnamen ihres Großvaters (bzw. den Geburtsnamen ihrer Mutter) an.
Miuccia Prada ist mit Patrizio Bertelli verheiratet und Mutter von zwei Kindern. Sie lebt in Mailand. Das Unternehmen Prada gehört mehrheitlich ihr und ihren Geschwistern Alberto und Marina sowie ihrem Mann Patrizio Bertelli. Sie schuf dort als Chefdesignerin die Modekollektionen, unter anderem die nach ihrem Spitznamen benannte Zweitlinie Miu Miu.
Miuccia Prada ist im Vorstand der Stiftung für Gegenwartskunst Fondazione Prada in Mailand, die 1995 gegründet wurde.

## Ausstellungen
- 2006: Tom Sachs. Katalog.
- 2012: Schiaparelli and Prada: Impossible Conversations – The Costume Institute des Metropolitan Museum of Art[1]